# 28 Liberty Street
28 Liberty Street, anteriormente conocida como One Chase Manhattan Plaza, es un rascacielos de estilo internacional de 60 pisos en el distrito financiero de Manhattan en Nueva York, entre las calles Nassau, Liberty, William y Pine. El edificio fue diseñado por Gordon Bunshaft, de la firma Skidmore, Owings & Merrill (SOM), y consta de una fachada de acero inoxidable con enjutas negras debajo de las ventanas. Inaugurado en 1961, mide 247,8 m de altura.
Se ubica en la mitad norte de un sitio de 1 ha y consta de 60 pisos sobre el suelo, un vestíbulo a nivel del suelo y cinco niveles de sótano. Una plaza que rodea la torre incluye un Karesansui hundido diseñado por Isamu Noguchi. El diseño del edificio es similar al anterior Inland Steel Building de SOM en Chicago.
David Rockefeller, vicepresidente ejecutivo de Chase, propuso la torre en la década de 1950 como un medio para mantener el Chase Manhattan Bank recién fusionado dentro del Bajo Manhattan mientras fusiona sus 8700 empleados en una sola instalación. La construcción comenzó a principios de 1957 y, aunque la torre se inauguró a principios de 1961, los sótanos y la plaza no se abrieron hasta 1964. A pesar de algunos desafíos iniciales, One Chase Manhattan Plaza estuvo casi completamente ocupado desde su apertura, con numerosos inquilinos financieros y legales. El edificio fue renovado a principios de la década de 1990 y Chase trasladó su sede en 1997. La Comisión de Preservación de Monumentos Históricos de la Ciudad de Nueva York designó el edificio como un lugar emblemático en 2008. La empresa matriz de Chase Manhattan, JPMorgan Chase, vendió el edificio a la empresa de inversiones china Fosun en 2013; posteriormente, el edificio pasó a llamarse 28 Liberty Street.

## Sitio
28 Liberty Street está en la mitad norte de una manzana delimitada al oeste por Nassau Street, al norte por Liberty Street, al este por William Street y al sur por Pine Street. Su plaza está en la parte sureste del sitio, mientras que la parte suroeste está ocupada por 20 Pine Street, que había sido la sede anterior de Chase Manhattan Bank. La torre y la plaza cubren 1 ha en total. El sitio se inclina hacia el norte, de modo que la plaza está a la altura de Pine Street, mientras que Liberty Street está un piso debajo de la plaza; hay cinco sótanos adicionales debajo de la plaza. Hay escaleras que conducen por el lado este de la plaza a Cedar Street.
Dentro de los alrededores inmediatos de 28 Liberty Street se encuentran el edificio del Banco de la Reserva Federal de Nueva York al norte; el Edificio de la Cámara de Comercio y Liberty Tower al noroeste; 140 Broadway al oeste; y el Equitable Building al suroeste. La plaza pública se enfrenta al Federal Hall National Memorial al suroeste y al 40 Wall Street al sur. El vestíbulo del edificio tiene una entrada directa a la estación de Wall Street (trenes 2 y 3) del metro de Nueva York. También hay conexiones a Wall Street (trenes 4 y 5) y Broad Street (trenes J y Z) a través de pasillos subterráneos. 

### Usos anteriores

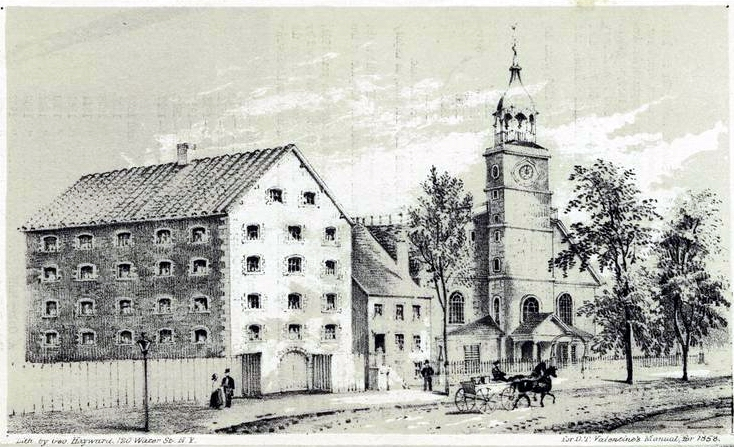
La Middle Collegiate Church y el Old Sugar House ocuparon anteriormente el sitio de 28 Liberty Street. Ambos se utilizaron para albergar a prisioneros estadounidenses bajo la ocupación británica de la ciudad durante la Guerra de Independencia

El bloque era anteriormente dos bloques de la ciudad más pequeños, separados por Cedar Street, que corría de oeste a este. La Middle Collegiate Church se construyó en la parte norte del lote en 1731. Más tarde, se convirtió en la principal oficina de correos de la ciudad a mediados del siglo XIX, el edificio de la iglesia fue demolido en 1882. El sitio de construcción luego sirvió como la sede de la Mutual Life Insurance Company of New York desde 1884 hasta que la compañía se mudó a Broadway en 1950. Mutual Life se había expandido a varios anexos en las calles Liberty y Cedar, así como también había alquilado espacio en dos edificios en Cedar Street.
Cedar Street se cerró a fines de la década de 1950 para dar paso a la construcción de 28 Liberty Street. A cambio de adquirir la cuadra de Cedar Street, Chase acordó ceder de 2,4 a 4,6 m a cada lado del lote para el ensanchamiento de calles; pagó a la ciudad 100 000 dólares; y asumió la responsabilidad de los servicios públicos en la parte recién cerrada de Cedar Street. La ciudad rara vez había cerrado calles para el desarrollo comercial privado, excepto cuando había un beneficio "sustancial" para el público, como con Grand Central Depot (más tarde Grand Central Terminal ) y la original Pennsylvania Station. Chemical Bank, que compró el 20 Pine Street adyacente, acordó construir una arcada en ese edificio a lo largo de la fachada sur del nivel del suelo para permitir el ensanchamiento de la acera de Pine Street.

## Diseño
Skidmore, Owings & Merrill (SOM) diseñaron 28 Liberty Street. Cuatro de los trece socios generales de la firma estuvieron más involucrados con el diseño de 28 Liberty Street, a saber, Gordon Bunshaft, Edward Mathews, Nathaniel A. Owings y J. Walter Severinghaus. Bunshaft, a quien se le encomendó el diseño general del edificio, pasó la mayor parte de las responsabilidades de planificación a Roy O. Allen y Jacques E. Guiton, ya que Bunshaft también estaba involucrado en varios otros proyectos en ese momento. Se contrataron tres contratistas para excavar los cimientos, mientras que Turner Construction fue contratado como contratista general. Weiskopf & Pickworth fue contratado como ingeniero estructural.
El edificio comprende una torre de 60 pisos sobre una base compuesta por cinco pisos de sótano y la planta baja en Liberty Street. Tiene una altura total de 247,8 m, convirtiéndolo en el tercer edificio más alto del distrito financiero una vez terminado, después de los 282,5 m de 40 Wall Street y los 289,6 m de 70 Pine Street. Además, 28 Liberty Street fue el primer edificio con muro cortina en superar los 800 pies (243,8 m) de altura.

### Forma y fachada
La Ley de Zonificación de 1916, que requería que los rascacielos de Nueva York sufrieran retranqueos a medida que se elevaban, se diseñó para evitar que los nuevos rascacielos abrumaran las calles con su enorme volumen. Sin embargo, estos retranqueos no eran necesarios si el edificio ocupaba el 25 % o menos de su lote. Como resultado, 28 Liberty Street se diseñó como una sola losa. Si bien los edificios con retranqueos tenían menos espacio para oficinas en los pisos superiores, Chase quería que los pisos superiores fueran tan deseables para los inquilinos como los inferiores, lo que llevó a que todos tuvieras la misma área. A Chase se le otorgó una variación de la Junta de Normas y Apelaciones de la Ciudad de Nueva York para que el edificio ocupara realmente el 27,3 % del sitio; la cobertura adicional del sitio del 2.3% permitió 65 m² en cada piso de 2757 m².
La fachada está compuesta por 8800 paneles de vidrio, cada uno mide 2,4 m de altura por 1,5 m ancho. Estos se colocan dentro de paneles de aluminio, elegidos por su durabilidad y rendimiento, así como en montantes verticales de aluminio. Los paneles de aluminio eran de 0,6 cm fde espesor por 4 m alto y fueron fabricados por General Bronze Corporation. Los paneles de enjuta entre las ventanas de cada piso estaban hechos de aluminio de color natural o esmalte de porcelana negra.
Las cuarenta columnas del edificio, revestidas con aluminio, miden aproximadamente 0,9 por 1,5 m de grosor y miden aproximadamente 8,8 m separados entre sí, dispuestos en una cuadrícula de 4 × 10. Las columnas se extienden desde el edificio en sus lados largos, mientras que los pisos se extienden en voladizo sobre las columnas en los lados cortos del edificio; juntas, las columnas soportan gran parte del peso de cada piso. The New York Times describió esto como un diseño relativamente novedoso, que nunca se había utilizado a una escala tan grande. La presencia de las columnas a nivel del suelo crea una columnata alrededor del vestíbulo, que se empotra detrás de los pisos superiores. Las columnas están por encima de conjuntos de acero a unos 30,5 m por debajo del nivel del suelo. En total, más de 53 toneladas cortas (47,3 LT) de acero se utilizaron en 28 Liberty Street; en su finalización, tenía más acero que cualquier otro rascacielos de Nueva York, excepto el Empire State Building y el 30 Rockefeller Plaza.
Los pisos 11, 31 y 51 y el tercer nivel del sótano son pisos mecánicos. Cada uno de los pisos mecánicos sobre rasante es un espacio de doble altura, con ventanas regulares a lo largo de la fachada en la mitad superior de cada piso y rejillas de ventilación en la mitad inferior.

### Características

#### Espacios interiores
El edificio tiene alrededor de 170 000 m² de superficie sobre rasante. Cada piso mide 85,3 por 32,3 m, con un área de 2787 m². Las columnas interiores estaban ocultas dentro del "núcleo" del edificio, que contenía sus ascensores y salas de servicio. Esto proporcionó una gran flexibilidad para los planos de planta interiores, que muchos posibles inquilinos deseaban. La planta era ligeramente asimétrica, ya que el lado sur era 3 m más ancho que el lado norte, con columnas espaciadas por 12,2 m de norte a sur. Solo había 150 oficinas privadas para los 7500 empleados que trabajaban en la torre al momento de su inauguración. Las oficinas de los tres ejecutivos de más alto rango de Chase estaban en el piso 17. Bunshaft había planeado colocar una escultura en el rellano del piso 60, pero después de darse cuenta de que la aguja ornamentada de 40 Wall Street era visible desde ese nivel, abandonó los planos de la escultura.
El vestíbulo de 9,1 m, al mismo nivel que la plaza elevada, tenía una huella un poco más pequeña que los pisos superiores y estaba rodeado por una pared de vidrio plano. Hay numerosas puertas giratorias al sur y al oeste. Originalmente, había un entrepiso para las oficinas de préstamos, que fue eliminado en la década de 1990. Dentro del vestíbulo hay seis bancos de ascensores, rodeados por paredes de travertino. Se accede a la explanada, directamente debajo del vestíbulo, desde Liberty Street. La rama principal de Chase, debajo de la plaza 28 de Liberty Street, se accedía desde la explanada y estaba iluminada por un óvalo hueco de 18,3 m rodeado por una barrera transparente. También en el vestíbulo había una sala de reuniones, un vestíbulo y una sala de mensajería. Los pasillos del vestíbulo conducían a las tres estaciones de metro circundantes.
Los pisos debajo de la plaza son mucho más grandes, cubriendo todo el lote con un área combinada de 55,7 m². Hay cinco niveles de sótano debajo del vestíbulo, que incluyen una rampa para camiones que va al segundo sótano; espacio para comedor y cocina en el primer y segundo sótano; espacios de impresión, tabulación y mecánica en el tercer sótano; controlar el manejo en el cuarto sótano; y bóvedas en el quinto sótano. La entrada de camiones, así como las rejillas de ventilación para la entrada y salida de aire, están en el lado de Liberty Street, debajo de la plaza elevada. También hay una entrada peatonal en el lado de William Street, debajo de la plaza, que conduce a la parte este de la explanada. Según Architectural Forum, el quinto sótano tenía una "bóveda de banco casi del tamaño de un campo de fútbol", que costaba 35 000 millones de dólares en valores (unos 234 000 millones en 2019 ).

#### Sistemas mecánicos y ascensores
Las escaleras mecánicas conectaban el vestíbulo con el vestíbulo directamente debajo de él. Hay 43 ascensores en total: tres ascensores de servicio que van desde los sótanos hasta el vestíbulo; seis ascensores de pasajeros desde el vestíbulo hasta los sótanos; y treinta y cuatro ascensores de pasajeros desde el vestíbulo hasta los pisos superiores. Los ascensores del piso superior corrían sin parar desde el vestíbulo para dar servicio a los pisos superiores, y estaban dispuestos en cinco "bancos": un banco de ascensores servía desde el segundo hasta el piso 17; tres bancos cada uno sirvió diez pisos entre los pisos 17 al 47; y el quinto banco sirvió desde los pisos 47 al 60.
Las unidades de aire acondicionado en cada piso mecánico pesaron un total de 8300 t, lo que lo convierte en "el edificio con aire acondicionado más grande de Nueva York". Hay unidades de refrigeración y compresores de turbina de vapor en los pisos 11 y 31; el equipo en el piso 11 sirve a todos los pisos por debajo del 21, mientras que el equipo en el piso 31 sirve a todos los pisos por encima del 22. Un sistema de aire acondicionado está incrustado en el techo de cada piso. El edificio estaba alimentado por bóvedas de transformadores en el primer sótano y el piso 51, que a su vez obtenían su energía de alimentadores primarios en el segundo sótano. En el techo hay una serie de ventiladores, que se esconden detrás de un recinto de cuatro pisos con un parapeto circundante.

### Plaza

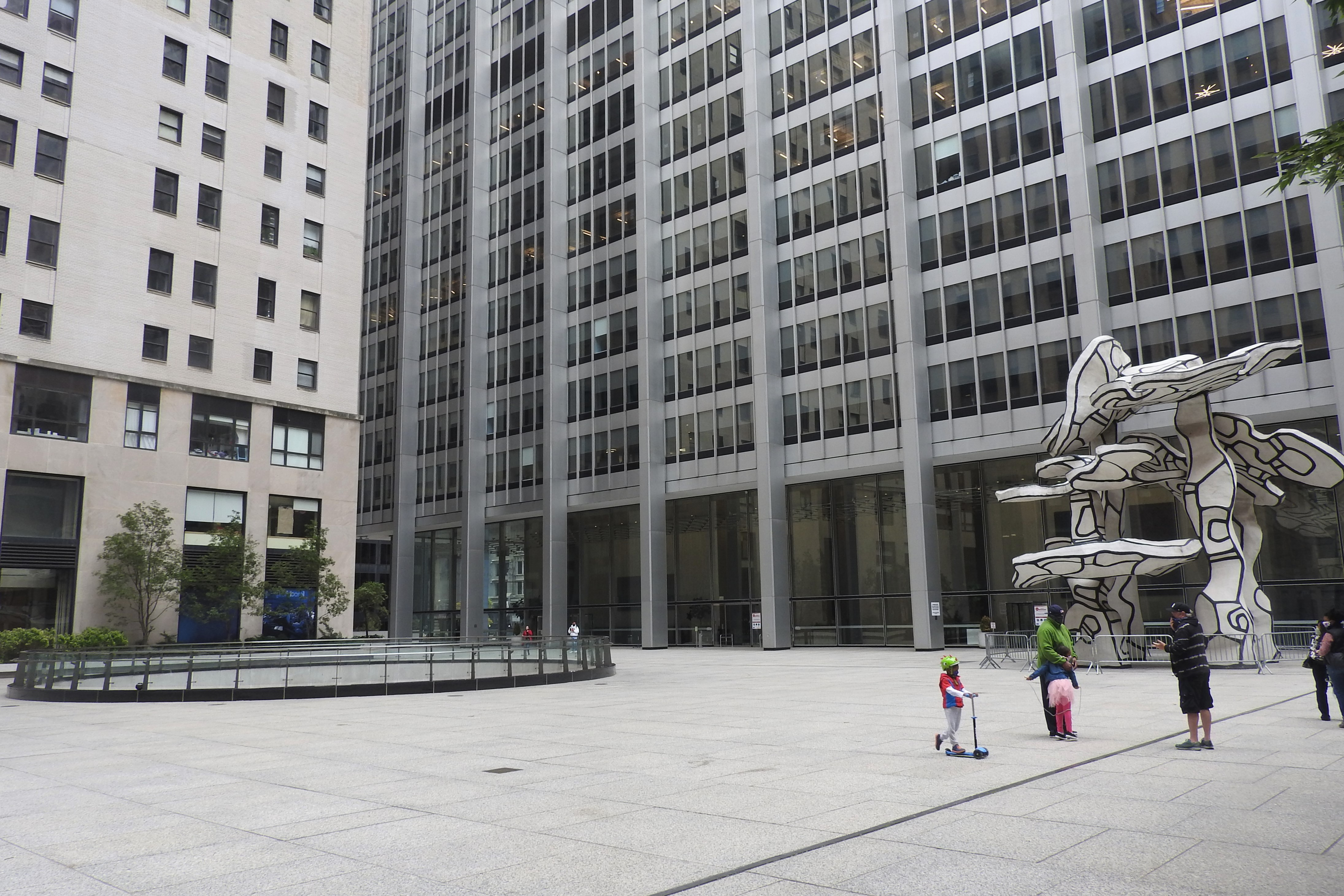
La plaza 28 de Liberty Street, casi desierta en 2020 durante la pandemia de COVID-19 en la ciudad de Nueva York

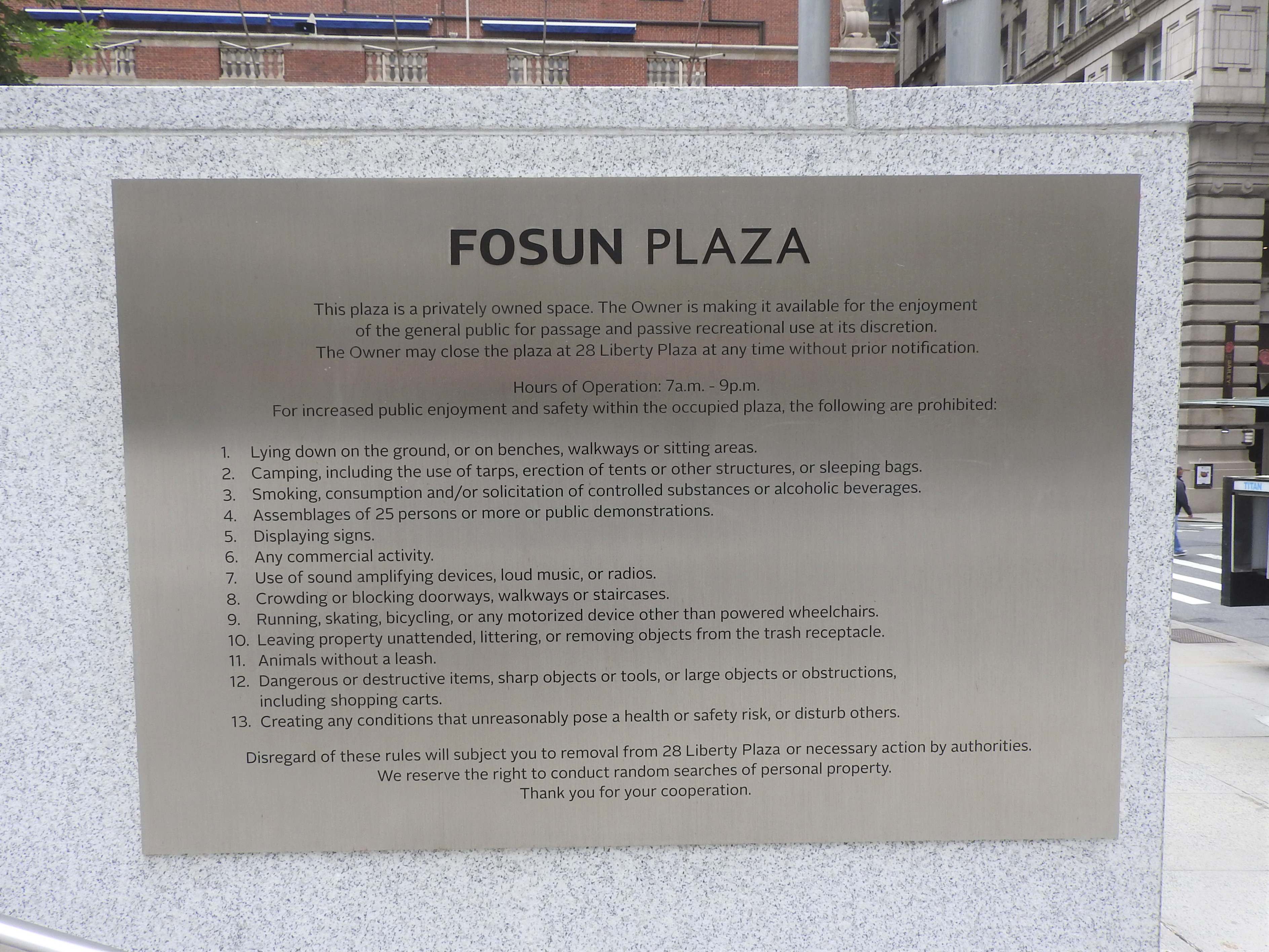
Placa de identificación en Pine Street

La plaza, oficialmente conocida como David Rockefeller Plaza desde 2008, se eleva ligeramente sobre las calles circundantes, con un parapeto circundante, y rodea la torre. Debido a la topografía del área, el extremo norte de la plaza mide 6,1 m sobre el nivel del suelo, mientras que el extremo sur está justo por encima del nivel del suelo. La plaza era inusual porque estaba en un lugar con valores de tierra extremadamente altos "donde la tierra valía hasta $ 10 millones por acre [25 millones por hectárea] ". Legalmente, la plaza es propiedad privada. Tres escaleras de mármol y dos rampas la conectan con la calle: una amplia escalera y rampa desde Pine Street hacia el sur, una escalera dividida y rampa desde Nassau y Cedar Streets hacia el oeste, y una escalera más pequeña desde William y Cedar Streets hasta el este. Otras características incluyen jardineras y bancos.
Se consultó al escultor Isamu Noguchi, colaborador frecuente de Bunshaft, para el diseño de la plaza. Los planos originales de 1956 requerían huecos cuadrados o rectangulares, a los que se accedía por una escalera de caracol, pero el diseño final de 1957 requería un hueco circular, al que se accede desde el vestíbulo. Noguchi creó un Karesansui hundido en el hueco, similar a uno en la Biblioteca Beinecke de la Universidad de Yale, como parte de una serie de obras de arte contemporáneas recopiladas o encargadas por Chase Manhattan. En el jardín se utilizaron siete rocas grandes y oscuras de basalto de Japón, colocadas sobre una superficie de 27 000 bloques de granito blanco. Además, el jardín incorporó tres fuentes alimentadas por 45 tuberías, que desaguaban en un abrevadero que delimitaba el jardín de rocas. Originalmente, el jardín de rocas tenía una piscina con peces de colores, pero los peces de colores fueron retirados en 1964, ya que murieron de envenenamiento por cobre cuando la gente arrojó monedas de un centavo a la piscina.
En 1970, Chase encargó una escultura monumental titulada Grupo de los cuatro árboles del artista francés Jean Dubuffet, y dos años más tarde, se instaló en la plaza del edificio. La escultura está hecha de varias "hojas" de fibra de vidrio y pintada con poliuretano en tonos blanco y negro. En ese momento, la escultura de 2,2 m fue la obra de arte pública al aire libre más grande en la ciudad de Nueva York, superando el Busto de Sylvette de Pablo Picasso de 1,2 m.

## Historia
Dos bancos establecidos en el Bajo Manhattan, el Chase National Bank y la Manhattan Company, se fusionaron para crear el Chase Manhattan Bank en 1955. Chase había sido el banco más grande de Estados Unidos hasta principios del siglo XX, y la fusión convirtió al Chase Manhattan Bank en el segundo banco más grande de Estados Unidos. La compañía combinada estaba en 20 Pine Street. En ese momento, el distrito financiero había languidecido después de que muchas corporaciones se mudaran a la zona residencial. Se habían construido pocos edificios y estructuras grandes en el vecindario desde la década de 1930, a excepción de la infraestructura de tránsito, como el túnel Brooklyn-Battery y las torres de oficinas en 99 Church Street y 161 William Street.

### Planeación y construcción

#### Planificación inicial
En enero de 1955, el presidente de Chase Manhattan, John J. McCloy, contrató a David Rockefeller, patriarca de la familia Rockefeller, como vicepresidente ejecutivo de remodelación de la empresa. Más tarde, Rockefeller recordó que había persuadido a McCloy de que empleara una "firma externa calificada" para realizar estudios sobre las instalaciones que necesitaba Chase Manhattan. La firma, Ebasco Services Incorporated, realizó numerosos estudios y determinó que la empresa debería comprar terrenos para una sola sede en una de dos ubicaciones posibles: la "cuadra Broad Street" y la "cuadra Mutual Life". La empresa recomendó además un diseño "definitivo y espectacular". Rockefeller trabajó en estrecha colaboración con el desarrollador inmobiliario William Zeckendorf, quien sugirió comprar el bloque Mutual Life entre las calles Nassau, Liberty, William y Pine. En febrero de 1955, el Chase Manhattan Bank compró la parcela Mutual Life por 4425 millones de dólares para construir una nueva sede llamada One Chase Manhattan Plaza. Si bien Chase Manhattan afirmó en ese momento que no tenía planes de construir una nueva sede, la demolición comenzó en mayo de 1955.
SOM fue contratado para el proyecto a principios de 1955. Los relatos varían sobre cómo se seleccionó a SOM: Rockefeller escribió que la firma había sido recomendada por su amigo, el arquitecto Wallace Harrison, aunque Owings afirmó que la firma había buscado la comisión por su propia voluntad. SOM consideró tres planos para el sitio: un solo edificio en la cuadra entre las calles Cedar y Liberty; dos edificios repartidos a lo largo de los dos bloques entre las calles Pine y Liberty; y un solo edificio en los dos bloques, con una plaza colindante. Aunque The New York Times dijo más tarde que Owings "se atribuyó el mérito de la idea de colocar un rascacielos en una pequeña parte de un lote en el centro", Rockefeller declaró que Zeckendorf era la persona responsable del esquema de la torre y la plaza. En septiembre de 1955, Guiton presentó al menos dos de estos planes a la junta directiva de Chase. Si bien el plano de la torre y la plaza tenía un espacio interior marginalmente menor que dos edificios separados, fue la propuesta finalmente seleccionada.

#### Finalización de planes
El Chase Manhattan Bank dio a conocer oficialmente sus intenciones de reconstruir el sitio de dos cuadras en noviembre de 1955; el desarrollo planeado se describió como parte de un nuevo "Rockefeller Center" para el Lower Manhattan. El mes siguiente, se revelaron más detalles de la remodelación, incluida una remodelación más amplia del distrito financiero. Además de la nueva torre Chase, el plan incluía un proyecto de viviendas para personas de ingresos medios de 750 unidades en Whitehall Street, un estacionamiento de 1000 lugares en Pearl Street y 6,19 millones de dólares de ampliación de Water Street, promovida por la Asociación del Centro-Bajo Manhattan de Rockefeller. La remodelación más amplia se concibió en conjunto con el urbanista Robert Moses, el alcalde Robert F. Wagner Jr. y el presidente del condado de Manhattan, Hulan Jack. En particular, Rockefeller dijo que la aprobación del proyecto por Moisés precedió a las aprobaciones de otras entidades.

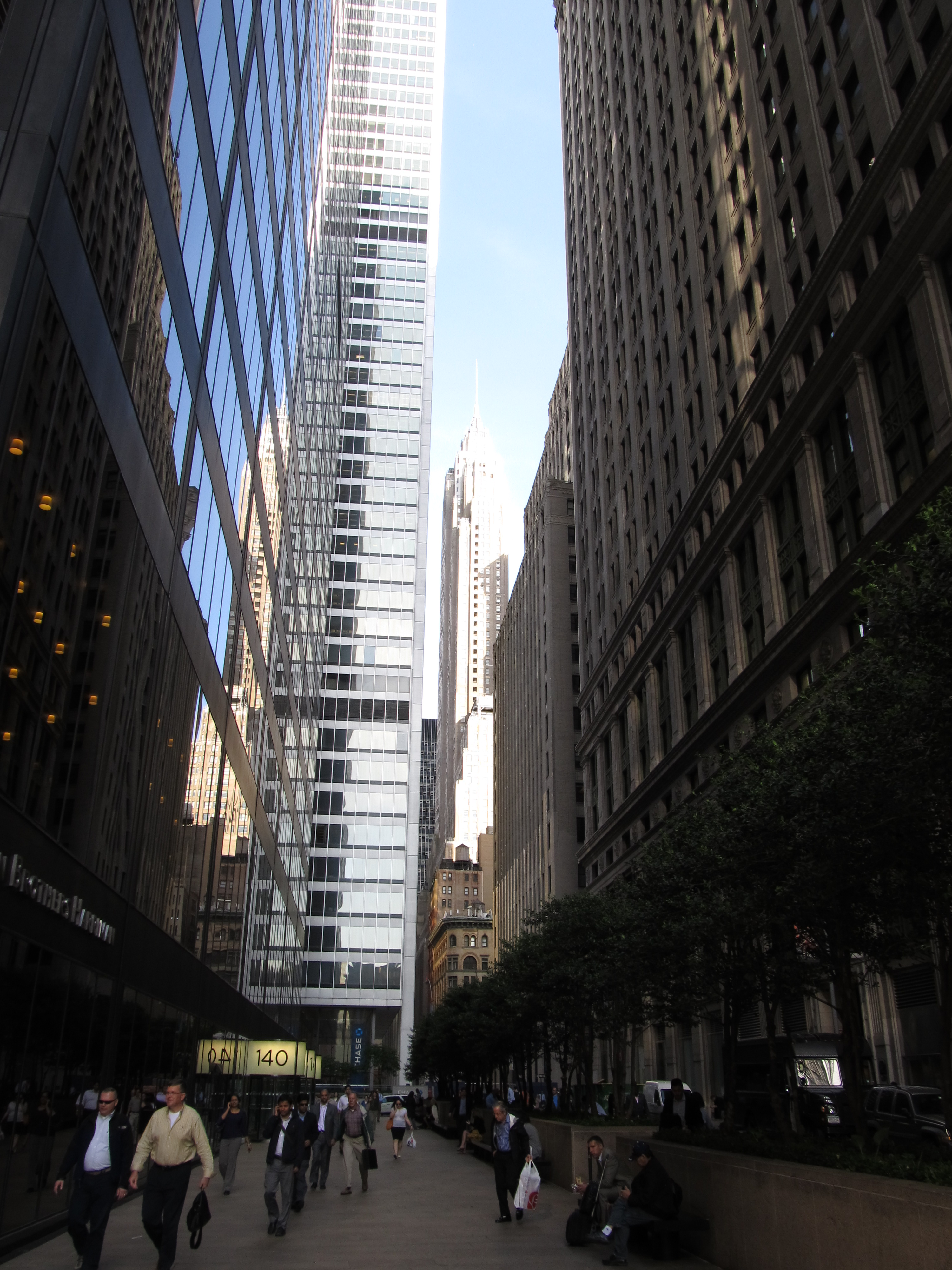
Visto desde Cedar Street, una cuadra al oeste; 140 Broadway está a la izquierda y Equitable Building a la derecha

El diseño de SOM, influenciado por el Seagram Building y el Inland Steel Building de la empresa, se completó a principios de 1956, y SOM presentó los planos al Departamento de Edificios de Nueva York en febrero. En ese momento, The New York Times predijo que el proyecto costaría 75 millones de dólares, que incluía el costo de la plaza. La junta del banco ese monto en marzo de 1956 para la construcción de la nueva torre junto con una gran plaza pública. El banco planeaba ocupar 93 000 m² del edificio y arrendar los 65 000 m² a inquilinos externos. Guiton dijo que el directorio del banco aplaudió los planes cuando fueron aprobados. Poco después, los planes se dieron a conocer al público.

#### Construcción
La construcción de la torre comenzó a finales de 1956. Antes de comenzar a trabajar en One Chase Manhattan Plaza, SOM construyó una maqueta de un piso con aluminio y acero inoxidable en Roosevelt Field. De estos, se utilizó aluminio por su costo y apariencia, a pesar de que ambos materiales se comportaron de manera similar. El 29 de enero de 1957 se llevó a cabo una ceremonia de inauguración del edificio, y el trabajador más veterano de Chase Manhattan excavó la primera pala ceremonial de tierra. En ese momento, el costo total se estimó en 121 millones de dólares, con 94 millones para construcción, otros 16 millones para servicios públicos y adquisición de tierras, y 11millones para muebles.
Se emplearon hasta 1.800 trabajadores en un momento dado. El trabajo de cimentación tuvo lugar entre marzo de 1957 y noviembre de 1958, y las excavaciones alcanzaron los 27,4 m por debajo del nivel del suelo. El primero de los conjuntos de acero, sobre el que se colocaría cada una de las 40 columnas de acero estructural, se instaló dentro de los cimientos en septiembre de 1958. Posteriormente, el trabajo en acero comenzó en diciembre de 1958, y el edificio se completó en septiembre de 1959. A esto siguió la finalización del muro cortina en marzo de 1960.
Inicialmente se anticipó su finalización para 1959, pero cuatro huelgas de trabajadores de la construcción en toda la ciudad, incluida una huelga de trabajadores de ascensores de 18 semanas, retrasaron la construcción. Además, un operador de grúa murió en un accidente de construcción en junio de 1958. En diciembre de 1960, la torre se completó y los empleados de Chase Manhattan Bank comenzaron a mudarse a la nueva torre el mes siguiente. Chase Manhattan abrió una oficina temporal dentro de la torre mientras la plaza y los sótanos estaban en construcción. La inauguración oficial se realizó el 28 de mayo de 1961; el bloque sur no había sido despejado en el momento de la apertura de la torre, y el único avance en ese bloque fue un grupo de nueve árboles que se habían plantado en Nassau Street. La plaza se completó en diciembre de 1963, y la oficina bancaria permanente debajo de ella se abrió el mes siguiente, después de lo cual la oficina temporal se convirtió en un auditorio. La inauguración oficial de la plaza se celebró con una fiesta en mayo de 1964. La estructura costó 138 millones de dólares en total, incluida la plaza.

### Propiedad de Chase Bank

#### Finales delsigloXX
Desde el principio One Chase Manhattan Plaza tuvo una tasa de ocupación del 99%: el banco estaba en los pisos inferiores y 61 empresas con un total de 2500 trabajadores en los pisos superiores. Los arrendatarios eran principalmente arrendatarios financieros como EF Hutton y Fuji Bank; bufetes de abogados como Cravath, Swaine & Moore; y un club de comidas privado llamado Wall Street Club. La dirección del edificio causó problemas a los repartidores de correo y al público en general. A principios de la década de 1970, aunque los nombres de varios otros edificios en Manhattan terminaban en la palabra "Plaza", One Chase Manhattan Plaza era el único edificio de este tipo que no tenía una designación de dirección basada en una calle circundante. La escultura del "Grupo de los cuatro árboles" en la plaza se instaló en 1972.
En sus primeros años, el edificio enfrentó varios desafíos. Los paneles de vidrio comenzaron a alejarse del edificio durante los fuertes vientos: durante 1962, quince paneles de vidrio cayeron del edificio debido a la presión negativa causada por la combinación del diseño del edificio y las pequeñas debilidades del vidrio. Se volvieron a inspeccionar los 8.800 paneles del edificio, y se reemplazaron paneles debilitados de manera similar. También se produjo un incendio en el sub-sótano en 1962, y un bombardeo contra la guerra de Vietnam ocurrió en el piso 16 en 1969, causando daños menores en el piso 16. Un camión de Brink en el garaje subterráneo del edificio fue robado en 1979 por dos hombres armados que conducían un camión de pesca robado, quienes tomaron dos rehenes antes de transferir más de 2 millones de dólares en el camión refrigerado. Posteriormente, el camión fue encontrado abandonado y los ladrones escaparon.
En 1990, el bufete de abogados Milbank, Tweed, Hadley & McCloy firmó un contrato de arrendamiento por 30,7 m² de espacio en la torre con opciones para expandirse hasta 69,7 m². Al año siguiente, Chase se embarcó en una renovación integral del edificio, la primera reforma importante desde su apertura 30 años antes; las renovaciones corrieron a cargo de SOM. El banco gastó 30 millones de dólares para limpiar el exterior del edificio, mejorar los ascensores, eliminar el asbesto, remodelar el vestíbulo, eliminar el entrepiso y mejorar los sistemas de calefacción y refrigeración. En ese momento, numerosos grandes inquilinos se habían mudado o estaban en proceso de hacerlo: el bufete de abogados Cravath, Swaine & Moore se había mudado a One Worldwide Plaza en 1990, y Davis Polk & Wardwell se mudó a 450 Lexington Avenue al año siguiente. Las renovaciones se completaron en 1994. Mientras Chase trasladó su sede a 270 Park Avenue en 1996, retuvo el 70% del espacio en One Chase Manhattan Plaza.

#### SigloXXI
En marzo de 2008, la torre y la plaza circundante estaban siendo consideradas como hitos oficiales. El mismo mes, la plaza pública alrededor de la torre pasó a llamarse David Rockefeller. La Comisión de Preservación de Monumentos Históricos de la Ciudad de Nueva York celebró audiencias para designar a One Chase Manhattan Plaza como un lugar emblemático oficial a mediados de 2008, y reconoció oficialmente el edificio como tal el 10 de febrero de 2009.
Chase colocó una valla de barricada temporal alrededor de la plaza en septiembre de 2011, al mismo tiempo que las protestas de Occupy Wall Street ocurrían cerca, aunque Chase no especificó una razón exacta. La razón aparente de las barricadas fue el trabajo de construcción en la plaza, aunque los observadores vieron poco trabajo dentro de la plaza, dando lugar a numerosas demandas contra el Departamento de Edificios de la ciudad y Chase; Una de esas demandas alegaba que las barreras violaban el derecho a la libertad de expresión estipulado en la Primera Enmienda de la Constitución de los Estados Unidos, aunque la plaza era un espacio privado. Algunos defensores presentaron quejas ante la Comisión de Monumentos Históricos, aunque las barricadas no estaban bajo la jurisdicción de la comisión ya que eran barreras móviles. Las barricadas fueron desmanteladas en noviembre de 2013

### Propiedad de Fosun

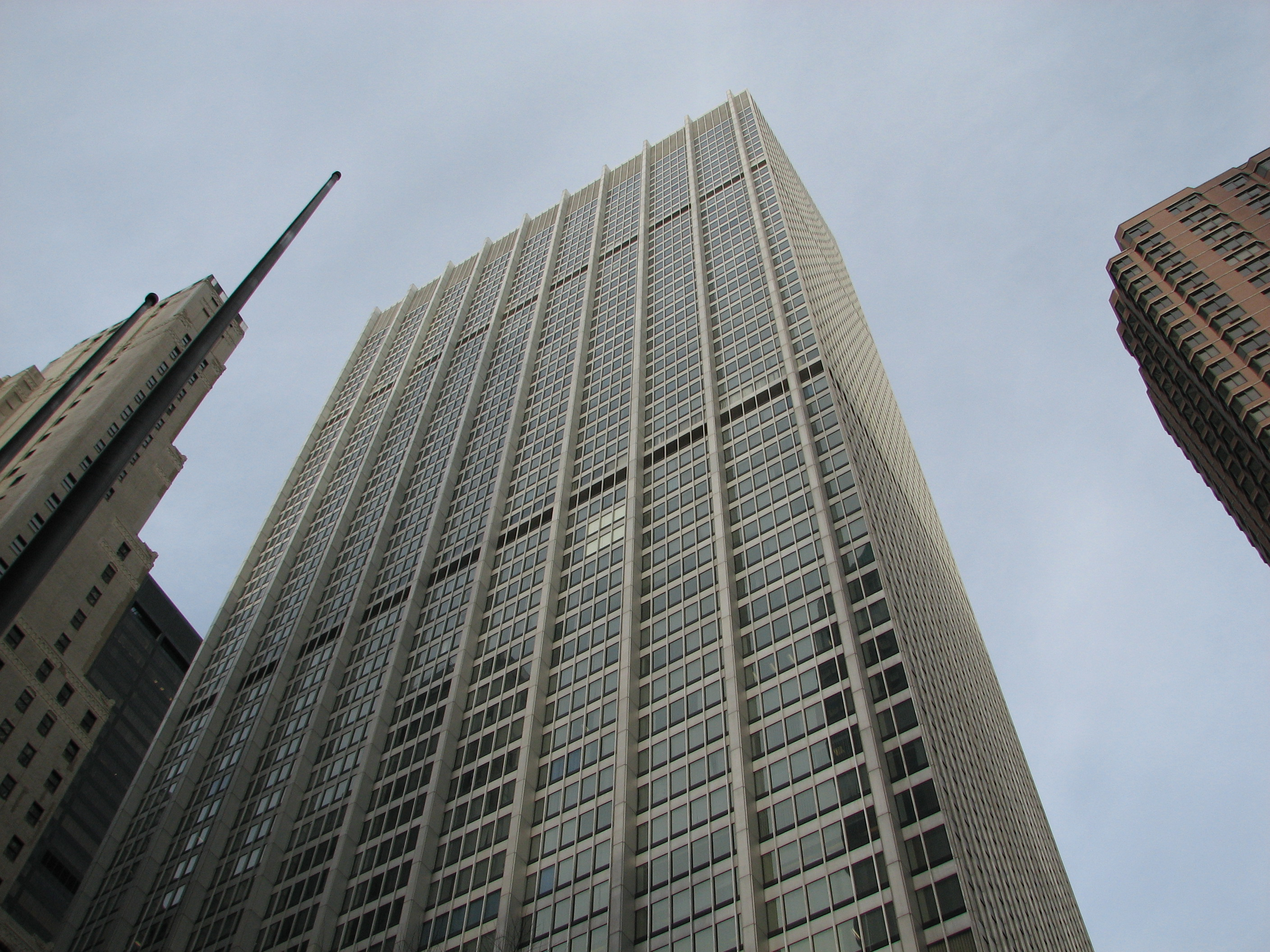
Visto desde William Street

En 2013, Steve Witkoff ganó 650 millones de dólares no solicitados Millones ofrecen comprar el edificio y convertirlo en hotel y condominios. Si bien JPMorgan rechazó la oferta, impulsó a la empresa a comenzar a comercializar el edificio a posibles postores como un edificio de oficinas o una oportunidad de conversión residencial. El edificio se puso a la venta en agosto de 2013. Según los informes, la subasta atrajo inicialmente a una docena de postores, incluidos Witkoff, Harry Macklowe, Joseph Chetrit, Tishman Speyer, Boston Properties, Starwood Capital Group, RXR Realty y al menos dos ricos fondos de inversión asiáticos.
El 18 de octubre de 2013, JPMorgan vendió el edificio a Fosun, una empresa de inversión china, por 725millones de dólares, finalizando la venta en diciembre. Fosun cambió el nombre de One Chase Manhattan Plaza como 28 Liberty Street en 2015. El nuevo nombre se refiere a la posición del edificio en Liberty Street y también se conecta a la Estatua de la Libertad en la distancia. El número de dirección hace referencia al hecho de que el 8 es un número de la suerte en la cultura china y, según un portavoz de Fosun, "28 denota 'doble prosperidad'". Fosun invirtió 150 millones de dólares en reconfigurar la planta baja y los pisos del edificio en un complejo comercial de 18,6 m². Las renovaciones incluyeron un salón de comidas de 3300 m² en la planta baja, así como un Alamo Drafthouse Cinema de 10 pantallas y 42000 m² en el espacio subterráneo. Para financiar las mejoras, Fosun aseguró una suma de 800 millones de dólares de préstamos de Deutsche Bank y HSBC en noviembre de 2017.
En 2018, Danny Meyer abrió "Manhatta", un restaurante y espacio para eventos que ocupa todo el piso 60 del edificio. El mismo año, Milbank, Tweed, Hadley & McCloy dejaron sus 32 000 m² de espacio en el edificio y se trastiaron al recièn construido 55 Hudson Yards.

## Recepción de la crítica
Desde su anuncio, 28 Liberty Street se cubrió ampliamente en revistas, periódicos y revistas. En noviembre de 1956, el crítico de arquitectura Douglas Haskell elogió la gran masa de edificios como el 28 de Liberty Street, el Seagram Building y Lever House. Llamó a estos edificios "desarrollo excelente" en contraste con otras estructuras construidas como parte de la Ley de Zonificación de 1916, diciendo que los edificios con reveses de "pastel de bodas" eran una "abominación". En 1957, Architectural Forum describió el diseño de 28 Liberty Street como influenciado por el deseo de los directores de Chase Manhattan de que el diseño "dijera 'banco' en términos inequívocos". The New York Times elogió continuamente el diseño de la torre durante la construcción de 28 Liberty Street.
Una vez terminado el edificio, Chase Manhattan contrató a doce "mujeres jóvenes" para guiar a los visitantes a través del edificio y publicó una edición especial de su revista, The Chase Manhattan News. En muchos anuncios se utilizó una fotografía del edificio de Erich Locker, llamada "The Chase Manhattan Tower at Dawn". La revista Time declaró que 28 Liberty Street tenía "el toque Rockefeller" mientras que The New York Times se refirió a la torre como "el monumento más nuevo de Nueva York". Architectural Forum describió la construcción como "un hito, quizás incluso un punto final en el desarrollo del rascacielos estadounidense, que durante décadas ha sido el lugar de encuentro de la cumbre de los negocios, la ingeniería y el arte". El alcalde Wagner llamó a la plaza "un ejemplo del renacimiento interminable de Nueva York" tras la apertura de la plaza.
Las reseñas entre los críticos de arquitectura fueron más variadas. Carole Herselle Krinsky elogió la masa del edificio y la fachada reflectante, a diferencia de "las superficies de los edificios anteriores de ladrillo y piedra [que] absorben la luz". La crítica del New York Times Ada Louise Huxtable, escribiendo en 1960, dijo que 28 Liberty Street, 1271 Avenue of the Americas y 270 Park Avenue tenían "una excelencia estética todavía demasiado rara". El mes siguiente, Huxtable dijo que la torre y la plaza "llevan [y] la doble promesa de eficiencia corporativa y un valor más duradero: una belleza cívica significativa". Wolf Von Eckardt dijo en 1962 que el diseño era "otro triunfo silencioso" para la arquitectura a pesar de ser "no sensacionalmente original". El sucesor de Huxtable, Paul Goldberger, dijo que la plaza y su "progenie" habían fallado, pero que la torre tuvo un impacto positivo en el área cercana. William H. Whyte, un sociólogo, elogió la plaza como uno de los "grandes espacios procesionales" en la ciudad de Nueva York. Ya en 1996, el arquitecto Robert A. M. Stern había sugerido que 28 Liberty Street era un candidato viable para el estatus de hito oficial.